# Eden Sherová
Eden Rebecca Sherová (* 26. prosince 1991 Los Angeles) je americká herečka, známá hlavně v roli Sue Heckové z rodinného sitcomu Průměrňákovi (2009–2018) a jako Star Butterfly z animovaného fantasy seriálu Star proti silám zla (2015–2019). Za svůj výkon v seriálu Průměrňákovi získala v roce 2013 televizní cenu Critics' Choice za nejlepší herečku ve vedlejší roli v komediálním seriálu.

## Raný život
Narodila se v Los Angeles v Kalifornii. Byla vychována jako židovka svobodnou matkou učitelkou. Již od osmi let hrála ve školních hrách, místních divadelních produkcích a zpívala ve školním sboru. Její zájem o herectví vzplanul poté, co její vystoupení v segmentu „Jaywalking“ v Noční show Jaye Lenoe získalo pozornost na sociálních sítích.

## Kariéra
Její první a nejvýznamnější rolí je postava Sue Heckové v komediálním seriálu ABC Průměrňákovi. Seriál se natáčel devět let, od roku 2009 do roku 2018. Hrála v něm svéráznou, ale optimistickou teenagerku. V roce 2013 získala za tuto roli televizní cenu Critics' Choice pro nejlepší herečku ve vedlejší roli v komediálním seriálu.
Plánoval se spin-off, kde by Sue byla hlavní postavou a byl i natočen pilotní díl, ale od dalšího natáčení se upustilo.

## Osobní život
V březnu 2019 oznámila, že je zasnoubená se scenáristou Nickem Cron-Devicoem. Vzali se 12. července 2020.
V roce 2021 na Instagramu oznámila, že s manželem čekají dvojčata.